# Kamal Sowah
Kamal Sowah, né le 9 janvier 2000 à Sabon Zongo (en) au Ghana, est un footballeur international ghanéen qui joue au poste de milieu de terrain ou d'attaquant au NAC Breda.

## Biographie

### En club

#### Leicester City avec prêt à OH Louvain (2018-2021)
Né à Sabon Zongo (en) au Ghana, Kamal Sowah est formé par l'académie Right To Dream avant de rejoindre Leicester City, qui lui fait signer son premier contrat professionnel le 31 janvier 2018. La même année, il est prêté à OH Louvain. Il y joue son premier match le 14 avril face à Waasland-Beveren : son équipe s'impose par deux buts à zéro.
Lors de la saison 2019-2020, il participe à la montée du club en première division. Son prêt est prolongé pour l'année suivante : Sowah fait alors ses grands débuts parmi l'élite le 10 août 2020, lors de la journée inaugurale de la nouvelle saison, contre le KAS Eupen (1-1). Il inscrit son premier but le 12 septembre face au Standard de Liège, donnant la victoire à ses couleurs en championnat (1-0). Deux semaines plus tard, il s'illustre encore en réalisant un doublé contre le KAA La Gantoise, permettant à son équipe de l'emporter par trois buts à deux.

#### Club Bruges KV (2021-2025)
Le 27 août 2021, Sowah s'engage en faveur du Club Bruges, y signant un contrat de quatre ans.

##### Prêt à AZ Alkmaar
Ne parvenant pas à s'imposer dans la Venise du Nord sous les ordres de Philippe Clement, il est prêté dès le mercato hivernal suivant au club néerlandais de l'AZ Alkmaar et ce jusqu'à la fin de la saison.
Il joue son premier match pour l'AZ le 13 février 2022, lors d'une rencontre de championnat face au Go Ahead Eagles. Il entre en jeu à la place de Håkon Evjen et son équipe s'impose par quatre buts à un.

##### Retour au Club Bruges KV
De retour à Bruges, alors que son avenir ne semblait pas se dessiner chez les Blauw en Zwart, Sowah est réintégré à l'équipe première. Carl Hoefkens, le nouvel entraîneur, souhaite en effet repositionner le Ghanéen dans l'axe afin d'en faire une alternative à Hans Vanaken, laissant le couloir à Andreas Skov Olsen. En Ligue des champions, il marque deux fois, contre Porto et l'Atlético Madrid. Dans cette campagne européenne, Sowah est à chaque fois titulaire. Il dispute également la plupart des rencontres en championnat, ne perdant sa place qu'au terme d'une saison calamiteuse pour les Gazelles. 

##### Prêt au Standard de Liège
À l'été 2023, alors que le mercato va se refermer, il est prêté au Standard de Liège (avec option d'achat) où il retrouve Hoefkens. Dès son premier match, le 17 septembre 2023, il inscrit un but face à la KAS Eupen (victoire, 1-3).

#### NAC Breda (depuis 2025)
Libéré de tout contrat par le Club Bruges KV, Kamal Sowah s'engage avec le NAC Breda, entraîné par l'ancien coach de Bruges Carl Hoefkens, pour deux saisons et demie, assorti d'une option pour une saison supplémentaire.

### En sélections nationales
Le 14 novembre 2022, il est sélectionné par Otto Addo pour participer à la Coupe du monde.